# Mall of the Emirates
Le Mall of the Emirates figure parmi les plus grands centres commerciaux de Dubaï et des Émirats arabes unis, avec 223 000 m2 de surface commerciale. Il est surtout célèbre pour sa station de ski artificielle, Ski Dubaï, dont les pentes climatisées s'élèvent au-dessus du centre commercial.
Il héberge un hypermarché Carrefour, les grands magasins Debenhams et Harvey Nichols, un cinéma de Vox Cinéma avec 24 salles, ainsi que près de 800 boutiques représentant la plupart des marques internationales.